# Hanum
Hanum ist ein Ortsteil von Jübar im Altmarkkreis Salzwedel in Sachsen-Anhalt.

## Geographie
Hanum, ein Rundplatzdorf mit Kirche auf dem Platz, liegt 27 Kilometer südwestlich der Kreisstadt Salzwedel in der Altmark an der Ohre, die hier die Landesgrenze zu Niedersachsen bildet, die ehemalige innerdeutsche Grenze.
Das Dorf liegt im Übergangsgebiet zwischen der Altmark und der Lüneburger Heide in der Schmelzwasserrinne der Ohre. Die Quelle der Ohre liegt nördlich von Hanum bei Ohrdorf. Hanum ist von Feldern umschlossen. Im Norden gehört ein größeres Waldstück zur Gemarkung.
Nachbarorte sind Haselhorst und Lindhof im Norden, Bornsen im Nordosten, Jübar im Osten, sowie die niedersächsischen Dörfer Zasenbeck im Süden und Ohrdorf im Nordwesten.

## Geschichte

### Mittelalter bis Neuzeit
Die ältesten Siedlungsspuren datieren 4000 Jahre zurück. Die Dorfanlage ist ein Rundling in Hufeisenform und wohl wendischen Ursprungs.
Die erste urkundliche Erwähnung erfolgte 1315 als villam hanem. Im Landbuch der Mark Brandenburg von 1375 wurde das Dorf als Hanym aufgeführt, das dem Kloster Diesdorf gehörte. Die Mühle war wüst.
Weitere Nennungen sind 1458 dath dorp Hanem, 1571 Hohen Hanim, 1734 Heneimb, 1775 Hanemb oder Hanumb oder Ganum
und 1804 Hanum, Hanemb, ein Dorf mit 27 Feuerstellen.
Nach einer im Jahr 1847 durchgeführten Flurneuordnung setzte in Hanum eine positive wirtschaftliche Entwicklung ein. 1850 wurde im Osten des Dorfes eine Windmühle gebaut, die bis 1927 in Betrieb war.
Bereits 1732 gab es den ersten Schulmeister im Ort. Der Unterricht fand anfangs in den Wohngebäuden des Lehrers statt. Ein Schulhaus wurde erst 1858 eröffnet. Ab 1953 wurden nur noch die Klassen 1 bis 4 unterrichtet. 1962 wurde die Schule aufgelöst.
Von 1911 bis 1968 war Hanum durch eine Kleinbahn der Altmärkischen Kleinbahn für den Personen- und Gütertransport an das Schienennetz angeschlossen. Der Personenverkehr wurde 1961 eingestellt.
Zu Anfang des 20. Jahrhunderts gab es in Hanum 6 große Bauernhöfe mit je 70 Hektar Land und viele kleinere Höfe von Grundsitzern. Seit dem Jahre 1900 bis 1939 hatten diese in Hanum eine Viehausgleichskasse eingerichtet, jeder Hofeigentümer zahlte entsprechend seines Kuhbestandes einen bestimmten Betrag, um bei Verlusten abgesichert zu sein.
Bei der Bodenreform wurde eine Fläche von 83 Hektar enteignet und auf 25 Siedler aufgeteilt, sieben davon waren im Jahre 1948 Neusiedler. Im Jahre 1953 wurde die erste Landwirtschaftliche Produktionsgenossenschaft vom Typ III, die LPG „Tannholz“, in Hanum gegründet. Ab 1954 trug sie den Namen „Philipp Müller“.
Während der DDR-Zeit war Hanum ein Standort einer Kompanie der Grenztruppen der DDR. Die Sicherungsanlagen an der Straße nach Zasenbeck wurden erstmals in der Nacht vom 31. Dezember 1989 zum 1. Januar 1990 kurzzeitig geöffnet. An die innerdeutsche Grenze erinnert heute ein Gedenkstein im Ort. In Zeitzeugenprojekten der Medienwerkstatt Isenhagener Land in Hankensbüttel in den Jahren 1990 und 2010 wurden Erinnerungen an die Zeit der Teilung zwischen Hanum und Zasenbeck dokumentiert.

### Herkunft des Ortsnamens
Jürgen Udolph vermutet, dass die sinnvollste Deutung ein Ableitung aus „o dem hohen Hêm“ sein könnte.
Heinrich Sültmann übersetzt den Ortsnamen zu „Hanosheim“ und leitet das aus Personennamen ab, wie dem althochdeutschen „hano“ oder dem mittelhochdeutschen „han, haue, hanne, hanolt“.

### Eingemeindungen
Hanum gehörte ursprünglich zum Salzwedelischen Kreis der Mark Brandenburg in der Altmark. Von 1807 bis 1808 lag es im Kanton Brome und von 1808 bis 1813 im Kanton Jübar auf dem Territorium des napoleonischen Königreichs Westphalen. Nach weiteren Änderungen kam es 1816 in den Kreis Salzwedel, den späteren Landkreis Salzwedel im Regierungsbezirk Magdeburg in der Provinz Sachsen in Preußen.
Am 25. Juli 1952 wurde die Gemeinde Hanum in den Kreis Klötze umgegliedert. Am 1. Juli 1994 kam die Gemeinde zum Altmarkkreis Salzwedel.
Durch einen Gebietsänderungsvertrag beschlossen die Gemeinderäte der Gemeinden Bornsen (am 25. Mai 2009), Hanum (am 3. Juni 2009), Jübar (am 3. Juni 2009), Lüdelsen (am 13. Mai 2009) und Nettgau (am 4. Juni 2009), dass ihre Gemeinden aufgelöst und zu einer neuen Gemeinde mit dem Namen Jübar vereinigt werden. Dieser Vertrag wurde vom Landkreis als unterer Kommunalaufsichtsbehörde genehmigt und trat am 1. Januar 2010 in Kraft.
Somit ist Hanum seit dem 1. Januar 2010 ein Ortsteil von Jübar.

### Einwohnerentwicklung
| Jahr | Einwohner |
| ---- | --------- |
| 1734 | 106       |
| 1774 | 138       |
| 1789 | 141       |
| 1798 | 151       |
| 1801 | 139       |
| 1818 | 160       |
| 1840 | 216       |

| Jahr | Einwohner |
| ---- | --------- |
| 1864 | 299       |
| 1871 | 307       |
| 1885 | 300       |
| 1892 | [00]292   |
| 1895 | 302       |
| 1900 | [00]324   |
| 1905 | 340       |

| Jahr | Einwohner |
| ---- | --------- |
| 1910 | [00]367   |
| 1925 | 346       |
| 1939 | 339       |
| 1946 | 445       |
| 1964 | 338       |
| 1971 | 306       |
| 1981 | 226       |

| Jahr | Einwohner |
| ---- | --------- |
| 1993 | 197       |
| 2006 | 188       |
| 2008 | 177       |
| 2015 | [00]185   |
| 2018 | [00]180   |
| 2020 | [00]168   |
| 2021 | [00]166   |

| Jahr | Einwohner |
| ---- | --------- |
| 2022 | [00]163   |
| 2023 | [0]171    |

Quelle, wenn nicht angegeben, bis 2006:

## Religion
- Die evangelische Kirchengemeinde Hanum gehörte zur Pfarrei Jübar.[23] Im Jahr 1973 bilden die Kirchengemeinden Jübar, Lüdelsen und Hanum das Kirchspiel Jübar.[5] Heute gehört die Kirchengemeinde zum Pfarrbereich Diesdorf des Kirchenkreises Salzwedel im Bischofssprengel Magdeburg der Evangelischen Kirche in Mitteldeutschland.[24]
- Die historischen Überlieferungen in Kirchenbüchern für Jübar beginnen im Jahre 1674.[25]
- Die katholischen Christen gehören zur Pfarrei St. Hildegard in Gardelegen im Dekanat Stendal im Bistum Magdeburg.[26]

## Politik

### Bürgermeister
Letzter Bürgermeister war Wolfgang Schulz.

### Wappen
| | Blasonierung: „In Rot – überhöht von einem silbernen Wellenleistenstab – sieben silberne Häuser, hufeisenförmig gruppiert um ein silbernes Haus vor einem spitzbedachten silbernen Turm; alle Häuser mit Satteldach und geschlossenem Rundbogentor; im Schildgrund vor der Hufeisenöffnung eine silberne Blüte mit fünf Blättern (2:3) und rotem Butzen.“ |
| Wappenbegründung: Die Farben des Ortes sind Weiß (Silber) / Rot. Hanum ist in der Form eines wendischen Rundlingsdorfes errichtet worden. Diese Form ist bis in die heutige Zeit beibehalten worden und ist noch deutlich erkennbar. In der Mitte des Dorfes befinden sich die Kirche sowie eine alte Schmiede. Das Wappen symbolisiert die Anlage des Dorfes. Dieses bestand ursprünglich aus sieben Gründerhöfen. Dieses ist der Chronik zu entnehmen. Die sieben Höfe wurden rings um die Kirche angelegt. Die ehemalige Schmiede neben der Kirche steht unter Denkmalschutz. Im Fachwerkgebälk des Gebäudes ist über dem Tor die unten im Wappen dargestellte Blume eingeschnitzt. Die Wellenleiste im oberen Teil symbolisiert den Bachlauf der Ohre. Das Wappen wurde vom Grafiker Karl Müller aus Salzwedel gestaltet und am 29. März 1999 durch das Regierungspräsidium Magdeburg genehmigt. | |

## Kultur und Sehenswürdigkeiten
- Die Dorfkirche Hanum ist ein spätgotischer Feldsteinbau mit mehrfachen Erneuerungen in Backstein.[27] Sie entstand im 12. Jahrhundert, der quadratische Westturm wurde 1867 in Backstein errichtet. Die Kirche ist eine Filialkirche der Kirche in Jübar.[28]
- In der Dorfmitte steht ein Gedenkstein zur Erinnerung an die Grenzöffnung zwischen Hanum und Zasenbeck am 6. Januar 1990[29]
- An der Hauptstraße steht ein Denkmal für die Gefallenen des Ersten und Zweiten Weltkrieges, eine Stele aus schwarzem Basalt.[30]
- Der Friedhof liegt im Osten des Ortes.

## Wirtschaft und Infrastruktur
Der Ort wird von der Landwirtschaft dominiert. Daneben existieren nur wenig Kleingewerbe. Hanum verfügt über eine Freiwillige Feuerwehr. Öffentliche Gebäude wie Sporthalle oder Bibliothek befinden sich in Jübar.
Etwa anderthalb Kilometer südwestlich von Hanum verläuft die Bundesstraße 244, über die man auch den nächsten Bahnhof erreicht: Wittingen an der Bahnstrecke Braunschweig–Wieren, 13 Kilometer nordwestlich von Hanum.
Der Radwanderweg „Am Grünen Band“ führt durch Hanum. Das Grüne Band beginnt westlich des Dorfes.
Es verkehren Linienbusse und Rufbusse der Personenverkehrsgesellschaft Altmarkkreis Salzwedel.

## Vereine
- Tanz- und Gymnastikgruppe „Hobby Dancer“ e. V. Hanum
- Heimatverein Hanum e. V.

## Söhne und Töchter des Ortes
- Hartmut Bock (* 1944), Lehrer, Museologe, Heimatforscher und Ehrenbürger von Jübar